# Mike Hewitt
Michael Hewitt (Dundee, 14 luglio 1944) è un ex calciatore scozzese, di ruolo portiere.

## Carriera
Inizia la sua carriera agonistica in patria dapprima al Queen's Park, passando poi al Dundee nel maggio 1970, militandovi sino al 1974. Con i Dee disputò una sola stagione da titolare, la Scottish Division One 1971-1972 chiusa al quinto posto finale, esordendo nella Coppa UEFA 1971-1972, in cui raggiunse gli ottavi di finali.
Lasciato il club di Dundee nell'ottobre 1974, nella stagione 1975 viene ingaggiato dagli statunitensi del T.B. Rowdies, neonata franchigia della NASL. Con i Rowdies, pur non giocando la finale, si aggiudicò il torneo nordamericano, superando nel Soccer Bowl '75 i Portland Timbers.
L'anno seguente passa ai S.J. Earthquakes, club nel quale militerà sino al 1982. Come miglior piazzamento nella sua militanza con gli Earthquakes ottenne il raggiungimento delle semifinali dei play-off per il titolo nella stagione 1976.
Nella stagione 1983 passa ai canadesi del Montréal Manic, raggiungendo le semifinali dei play-off per il titolo.
Contemporaneamente e successivamente al calcio si dedicò all'indoor soccer, militando in varie franchigie della NASL indoor e della MISL.

## Palmarès
- Campionato NASL: 1

Tampa Bay Rowdies: 1975